# Giorgio Almirante
Giorgio Almirante (Salsomaggiore Terme, 1914 - Roma, 1988) va ser un polític italià d'extrema dreta, fundador i líder del Moviment Social Italià.
Va estudiar amb Giovanni Gentile, un prominent filòsof prefeixista. Es va llicenciar en literatura el 1937. Va ser un dels signats del Manifest de la Raça de 1938.
Almirante va ajudar a organitzar la República Social Italiana (o República de Salo) essent cap de gabinet del ministeri de cultura.
A partir de 1969 es va mostrar com a moderat eliminant els símbols feixistes i acceptant la democràcia parlamentària però sense condemnar l'època feixista.
Es va beneficiar de les acusacions delictives tres vegades gràcies a la seva immunitat parlamentària.